# Stratégie de niche
Pour les articles homonymes, voir Niche.
 (novembre 2018).
Si vous disposez d'ouvrages ou d'articles de référence ou si vous connaissez des sites web de qualité traitant du thème abordé ici, merci de compléter l'article en donnant les références utiles à sa vérifiabilité et en les liant à la section « Notes et références ».
Une stratégie de niche — appelée aussi stratégie de concentration et stratégie de focalisation — consiste pour le DAS d'une entreprise à déployer ses efforts, tant de conception, de production que de distribution et promotion, non pas vers la totalité d'un marché de masse déjà occupé par des concurrents importants, mais vers une gamme de produits ou services et un segment de clientèle particuliers.
Le domaine d'action commerciale ainsi ciblé s'appelle une niche de marché.
Le but est d'occuper une importante part de marché dans ce domaine plus étroit, voire une certaine exclusivité, et d'obtenir des marges bénéficiaires plus avantageuses par la possibilité de prix de vente supérieurs à ceux des produits courants.
La mise en place d'une stratégie de niche consiste à décomposer, en fonction des critères adéquats, le marché en segments homogènes, la difficulté de cette étape consistant à identifier les critères de segmentation (définition) , les facteurs clefs de succès (caractère homogène) et la prospective (quantification).